# Destined With You
Destined With You (hangul: 이 연애는 불가항력) (bra: Nosso Destino) é uma série de televisão sul-coreana de 2023 estrelada por Jo Bo-ah, Rowoon, Ha Jun e Yura. Foi ao ar na JTBC de 23 de agosto a 12 de outubro de 2023, sendo exibido todas as quartas e quintas às 22h30 (KST). Também está disponível para streaming na Netflix, somente em regiões selecionadas.

## Sinopse
Destined With You conta a história do amor desenvolvido entre Lee Hong-jo (Jo Bo-ah) e Jang Shin-yu (Rowoon), com o início da trama girando em torno de um livro proibido que foi selado há 300 anos, mas que caiu nas mãos de Hong-jo após obtê-lo com Shin-yu, onde esse último acaba sendo amaldiçoado por um feitiço do livro.

## Elenco

### Principal
- Jo Bo-ah como Lee Hong-jo[9]

A líder da equipe do Departamento de Meio Ambiente da Prefeitura de Onju.
- Rowoon como Jang Shin-yu[10]

Um excelente advogado, amaldiçoado por um feitiço lançado pelo livro mágico.
- Ha Jun como Kwon Jae-kyung[11]

Assessor da Prefeitura de Onju, por quem Hong-jo tem uma queda.
- Yura como Yoon Na-yeon[12]

Namorada de Shin-yu.

### De apoio

#### Pessoas na prefeitura
- Hyeon Bong-sik como Gong Seo-gu[13]

A gerente do Departamento de Meio Ambiente da Prefeitura de Onju.
- Lee Bong-ryun como Ma Eun-yeong[14][15]

Funcionária do Departamento de Meio Ambiente da Prefeitura de Onju.
- Park Kyung-hye como Son Sae-byeol[16][13]

Funcionária do Departamento de Meio Ambiente da Prefeitura de Onju.
- Miram como Yoo Soo-jeong[13]

Pai de Na-yeon e prefeito de Onju.
- Song Young-kyu como Yoon Hak-young[15]

Pai de Na-yeon e prefeito de Onju.
- Ahn Sang-woo como Na Jung-beom[17]

O CEO da Green Landscape Garden.
- Lim Hyeon-soo como Park Ki-dong[18]

O segundo encarregado da equipe jurídica da Prefeitura de Onju.
- Yoon Soon-woong como Oh Sam-sik[17]

O funcionário público mais velho comandado por Hong-jo.
- Park Jae-joon como Oh Woo-ram[17]

Neto de Sam-sik.

#### Pessoas ao redor de Shin-yu
- Lee Pil-mo como Jang Se-hun[19][15]

Pai de Shin-yu, CEO da Bau Construction.
- Jung Hye-young como Song Yoon-joo[20][15]

Mãe de Shin-yu.
- Kim Hye-ok como Eun-wol[21]

Uma xamã.

### Estendido
- Lee Tae-ri como Kim Wook[22]

O melhor amigo de Shin-yu, que também é advogado.
- Baek Seung-hee como Concubina Jung[23]

Ela trabalha atuando como uma xamã.

### Participações especiais
- Yoon Kye-sang como CEO Lawfirm Law & High[24]
- Kim Do-yeon como mãe de Hello[25]
- Kim Kwon como Lee Hyeon-seo[26]
- Yoon Jung-hoon como Do Min-hoon[27]

## Produção

### Lançamento
Em 17 de janeiro de 2023, a Netflix lançou a primeira cena da série, em suas redes sociais, dos personagens de Rowoon e Jo Bo-ah.

## Audiência
| Temporada | Temporada | Ep. 1 | Ep. 2 | Ep. 3 | Ep. 4 | Ep. 5 | Ep. 6 | Ep. 7 | Ep. 8 | Ep. 9 | Ep. 10 | Ep. 11 | Ep. 12 | Ep. 13 | Ep. 14 | Ep. 15 | Ep. 16 |
| --------- | --------- | ----- | ----- | ----- | ----- | ----- | ----- | ----- | ----- | ----- | ------ | ------ | ------ | ------ | ------ | ------ | ------ |
|           | 1         | 625   | 546   | N/A   | 558   | 596   | 528   | 576   | 583   | 565   | 574    | N/A    | 492    | 446    | 651    | 638    | 648    |

| Ep. | Data de transmissão original | Parcela média de audiência (Nielsen Korea) | Parcela média de audiência (Nielsen Korea) |
| Ep. | Data de transmissão original | Nacional                                   | Seul                                       |
| --- | ---------------------------- | ------------------------------------------ | ------------------------------------------ |
| 1 | 23 de agosto de 2023         | 2.912% (8º)                                | 2.931% (7º)                                |
| 2 | 24 de agosto de 2023         | 2.393% (15º)                               | 2.606% (6º)                                |
| 3 | 30 de agosto de 2023         | 2.009% (14º)                               | N/A                                        |
| 4 | 31 de agosto de 2023         | 2.774% (7º)                                | 2.898% (4º)                                |
| 5 | 6 de setembro de 2023        | 2.801% (4º)                                | 2.508% (5º)                                |
| 6 | 7 de setembro de 2023        | 2.565% (8º)                                | 2.372% (8º)                                |
| 7 | 13 de setembro de 2023       | 2.851% (7º)                                | 3.134% (4º)                                |
| 8 | 14 de setembro de 2023       | 2.946% (7º)                                | 3.144% (5º)                                |
| 9 | 20 de setembro de 2023       | 2.588% (15º)                               | 2.774% (6º)                                |
| 10 | 21 de setembro de 2023       | 2.553% (13º)                               | 2.764% (8º)                                |
| 11 | 27 de setembro de 2023       | 2.046% (16º)                               | 2.397% (4º)                                |
| 12 | 28 de setembro de 2023       | 2.092% (13º)                               | 2.099% (9º)                                |
| 13 | 4 de outubro de 2023         | 2.213% (12º)                               | 2.264% (6º)                                |
| 14 | 5 de outubro de 2023         | 3.070% (3º)                                | 3.416% (2º)                                |
| 15 | 11 de outubro de 2023        | 2.875% (6º)                                | 3.096% (3º)                                |
| 16 | 12 de outubro de 2023        | 3.122% (5º)                                | 3.317% (4º)                                |
| Média | Média                        | 2.613%                                     | —                                          |
| - Na tabela acima, os números em azul representam a audiência média mais baixa e os números em vermelho representam a audiência média mais alta. - N/A indica que a classificação original não é conhecida. - Este drama foi ao ar em um canal a cabo/TV paga que normalmente tem uma audiência relativamente menor em comparação com a TV aberta/emissoras pública (KBS, SBS, MBC e EBS). |                              |                                            |                                            |